# 1499 en philosophie
Chronologie de la philosophie
- 1495
- 1496
- 1497
- 1498
- 1499
- 1500
- 1501
- 1502
- 1503

L’année 1499 a été marquée, en philosophie, par les événements suivants :

## Naissances
- Andrés Laguna, médecin, philosophe et penseur politique espagnol, mort en 1559 .

## Décès
- 1er octobre : Marsile Ficin, poète et philosophe italien, né le 19 octobre 1433.
- 5 octobre : Nicoletto Vernia, philosophe italien averroïste, professeur à l'université de Padoue, né vers 1427.